# David Byrne (album)
David Byrne è un eponimo album discografico in studio del musicista statunitense David Byrne, pubblicato nel 1994.

## Tracce
Tutte le tracce sono di David Byrne.
1. A Long Time Ago – 3:27
2. Angels – 4:43
3. Crash – 4:28
4. A Self-made Man – 3:51
5. Back in the Box – 4:24
6. Sad Song – 3:03
7. Nothing at All – 4:51
8. My Love Is You – 2:01
9. Lilies of the Valley – 4:28
10. You & Eye – 5:08
11. Strange Ritual – 6:51
12. Buck Naked – 3:51

## Formazione
- David Byrne – voce, chitarra, sintetizzatore, clavinet, campane, balafon, lap steel guitar
- Bebel Gilberto – controcanto
- Sue Hadjopoulos – percussioni
- Bashiri Johnson – percussioni, bonghi, campane tubolari, conga, shaker
- Arto Lindsay – chitarra
- Dolette McDonald – controcanto
- John Medeski – organo, sintetizzatore, organo Farfisa
- Valerie Naranjo – batteria, percussioni, marimba, shaker, tamburo parlante, campionamenti di percussioni
- Marcus Rojas – tuba
- Paul Socolow – basso, contrabbasso
- Todd Turkisher – batteria, percussioni, surdo, campionamenti, darabouka, rototom, tamburo a cornice, contenitore per rifiuti
- Bill Ware – marimba, vibrafono
- Mark Agostino - temple block
- Mark Edwards - bordone
- Gina - loops